# Palazzo Sulzer
Il Palazzo Sulzer è un palazzo storico di Napoli, ubicato a Chiaia, nei pressi della Chiesa di San Carlo alle Mortelle.

## Storia e descrizione
L'edificio, forse di origini seicentesche, è indicato nel Catasto francese del 1815, voluto dal re Gioacchino Murat, come proprietà del Monastero di Santa Caterina da Siena. Con ogni probabilità pervenne al Demanio durante le soppressioni dei monasteri effettuate proprio dal sovrano francese. Messo all'asta, venne acquistato nel 1824 da Arnoldo Sulzer che lo fece rifare dall'architetto Camillo Napoleone Sasso nella veste neoclassica che tuttora conserva.
Attualmente risulta essere un condominio ben conservato.